# Nils Fröling
Nils Axel Fröling, född 25 november 1898 i Arboga stadsförsamling i Västmanlands län, död 6 januari 1985 i Engelbrekts församling i Stockholm, var en svensk jägmästare.
Nils Fröling var son till stadsfiskalen Axel Fröling och Ada, ogift Vogel. Han tog studentexamen i Västerås 1917 och utexaminerades från Skogshögskolan 1924. Han blev intendent vid Svenska Turistföreningens fjällanläggningar 1938 och förste intendent 1954. Han utgav flera av STF:s resehandböcker om de svenska fjälltrakterna. Fröling var ordförande i Stockholms skålklubb och riddare av Vasaorden (RVO).
Han var 1929–1950 gift med gymnastikdirektören Ellen Birgit Augusta Rydberg (1902–1982) och 1950 med Ingrid Tegnér (1908–2003), tidigare gift med Gösta Olzon samt dotter till redaktören John Tegnér och Hanna, ogift Hagberg.